# I'm Glad There Is You
"I'm Glad There Is You (In This World of Ordinary People)" is een lied geschreven door Jimmy Dorsey en Paul Madeira (soms Paul Mertz genoemd) en werd voor het eerst uitgebracht in 1941. Het werd een jazz- en popklassieker.